# Jezero Mackay
Jezero Mackay (anglicky Lake Mackay) je jezero v aridní oblasti v Austrálii. Je jedním ze stovek vysychajících bezodtokých jezer, jež se nacházejí na hranici Západní Austrálie a Severního teritoria. Má rozlohu 3494 km², z čehož se nachází 80 % v Západní Austrálii. Měří ze západu na východ i ze severu na jih přibližně 100 km.

## Okolí
Nachází se mezi třemi pouštěmi (Velká písečná poušť, Gibsonova poušť, Tanami). Na jezeře se nachází několik ostrovů, které jsou porostlé pouštním rostlinstvem a řasami, jež berou vlhkost z nejnižších míst jezerní pánve, kde se drží voda. Na povrch se vzlínáním a vypařováním dostávají soli a minerály, které způsobují bílou barvu povrchu jezerní pánve. Přes východní polovinu se táhnou rozličné hnědé kopečky. Jižně od jezera se nacházejí písečné duny orientované z východu na západ.

## Osídlení
V Západní Austrálii je jezero součástí území Central Australia Aboriginal Land a v Severním teritoriu součástí území Lake Mackay Aboriginal Land.